# KBS스포츠예술과학원
KBS스포츠예술과학원(KBS스포츠藝術科學院)은 KBS 비즈니스에서 2012년에 KBS스포츠아카데미로 설립한 학교로 서울특별시 강서구에 위치한 대한민국 유일의 스포츠 직업전문학교이다.

## 연혁
- 2012년 2월 KBS스포츠아카데미 개교
- 2014년 6월 KBS스포츠예술과학원으로 교명 변경

## 교육편제
다음은 2019년 기준 KBS스포츠예술과학원의 교육 과정 일람이다.
- 스포츠재활계열
- 운동처방재활계열
- 재활운동복지계열
- 스포츠마케팅계열
- 건강운동계열
- 스포츠교육계열
- 항공보안계열

## 주변 주요 시설
- 발산역
- 가양역

## 같이 보기
- 한국방송공사
- KBS스포츠월드